# Cohors I Flavia Cilicum
Die Cohors I Flavia Cilicum [equitata] (deutsch 1. Kohorte die Flavische aus Cilicia [teilberitten]) war eine römische Auxiliareinheit. Sie ist durch Militärdiplome, Inschriften und Papyri belegt.

## Namensbestandteile
- Flavia: die Flavische. Die Ehrenbezeichnung bezieht sich auf die flavischen Kaiser Vespasian, Titus oder Domitian. Möglicherweise wurde die Einheit unter Vespasian aufgestellt, der den Klientelstaat Cilicia Tracheia 74 n. Chr. abschaffte und eine Provinz einrichtete.[1]

- Cilicum: aus Cilicia. Die Soldaten der Kohorte wurden bei Aufstellung der Einheit auf dem Gebiet der römischen Provinz Cilicia rekrutiert.

- equitata: teilberitten. Die Einheit war ein gemischter Verband aus Infanterie und Kavallerie. Der Zusatz kommt in mehreren Inschriften vor.

Da es keine Hinweise auf den Namenszusatz milliaria (1000 Mann) gibt, war die Einheit eine Cohors equitata. Die Sollstärke der Kohorte lag bei 600 Mann (480 Mann Infanterie und 120 Reiter), bestehend aus 6 Centurien Infanterie mit jeweils 80 Mann sowie 4 Turmae Kavallerie mit jeweils 30 Reitern.

## Geschichte
Die Kohorte war in der Provinz Aegyptus stationiert. Sie ist auf Militärdiplomen für die Jahre 83 bis 206 n. Chr. aufgeführt.
Die Rekrutierung der 83 aus dem Dienst entlassenen Soldaten musste schon um 58 erfolgt sein. Diese Soldaten wurden bei Aufstellung der Cohors I Flavia Cilicum von anderen Einheiten übernommen und bildeten den Kern der neuen Einheit.
Der erste Nachweis der Einheit in der Provinz Aegyptus beruht auf einem Diplom, das auf 83 datiert ist. In dem Diplom wird die Kohorte als Teil der Truppen (siehe Römische Streitkräfte in Aegyptus) aufgeführt, die in der Provinz stationiert waren. Weitere Diplome, die auf 98/105 bis 206 datiert sind, belegen die Einheit in derselben Provinz.
Der letzte Nachweis der Kohorte beruht auf der Inschrift (AE 1905, 54), die auf 217/218 datiert wird.

## Standorte
Standorte der Kohorte in Aegyptus waren möglicherweise:
- Elephantine
- Mons Claudianus
- Syene
- Theben
- Wadi Hammamat

## Angehörige der Kohorte
Folgende Angehörige der Kohorte sind bekannt.

### Kommandeure
Die folgenden Kommandeure standen im Range eines Präfekten:
| - Balbianus (Papyrus Oxyrhynchus XLI 2978) - Blaesius Marianus | - Celer - Ti. Julius Alexander |

Darüber hinaus sind noch die folgenden Centurionen bekannt, die von der Legio II Traiana fortis abgestellt wurden, um die Kohorte zu kommandieren. Vier Centurionen führten die Einheit in Syene, Furnius Diabus leitete sie in Elephantine. Der Grund dafür war vermutlich, dass in Syene 3 Auxiliareinheiten stationiert waren und es als ausreichend angesehen wurde, wenn sie von einem einzigen Präfekten als dem Standortkommandanten geführt wurden.
| - Furnius Diabus (AE 1905, 54) - Statilius Taurus (CIL 3, 6025) - T. Aridius Marcellinus (AE 1896, 41) | - T. Aurelius Restitutus (AE 1974, 664) - Valerius Cordus (AE 1896, 42) |

### Sonstige
| - Aunitus - Candidus, ein Centurio - C. Luconius, ein Reiter (AE 1956, 54) - G. Benius Celer | - Julius, ein Centurio - Maevius Margellus, ein Soldat, der 155 zur Cohors I Augusta Lusitanorum versetzt wurde - Scaevius, ein Decurio (AE 1956, 54) |

## Weitere Kohorten mit der BezeichnungCohors I Cilicum
Es gab noch eine weitere Kohorte, die Cohors I Cilicum. Sie ist durch Militärdiplome von 75 bis 157 belegt und war in der Provinz Moesia stationiert.